# Wolfgang Drexler

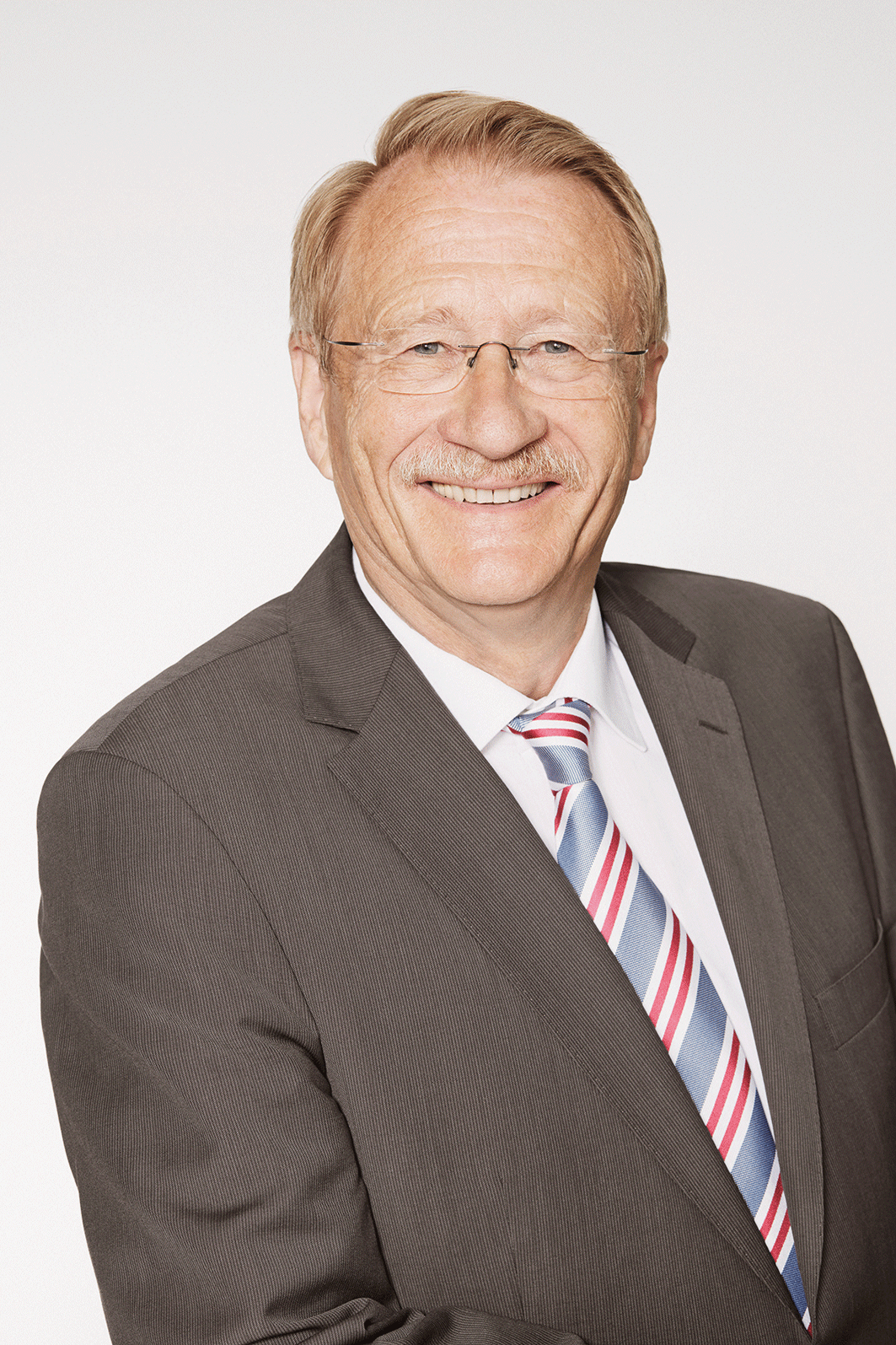
Wolfgang Drexler 2018

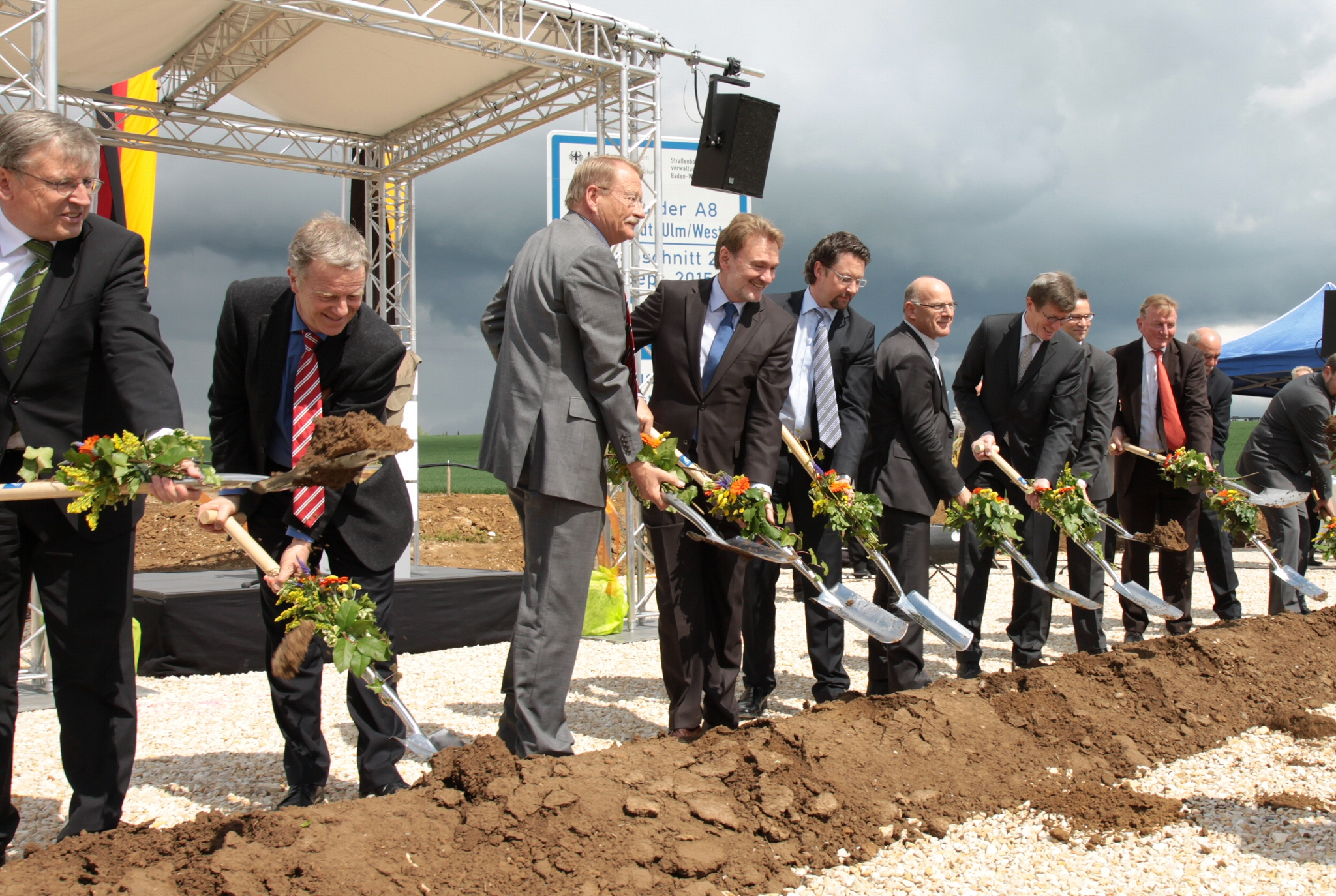
Wolfgang Drexler (dritter von links) beim symbolischen ersten Spatenstich der Neubaustrecke Wendlingen–Ulm am 7. Mai 2012

Wolfgang Drexler (* 29. März 1946 in Esslingen am Neckar) ist ein deutscher Politiker der SPD. Von 1988 bis 2018 gehörte er dem Landtag von Baden-Württemberg an und amtierte von 2006 bis 2016 als dessen Vizepräsident. Zuvor war er von 2001 bis 2006 Vorsitzender der SPD-Landtagsfraktion und damit Oppositionsführer. Zudem war er jahrzehntelang Mitglied des Gemeinderats der Stadt Esslingen und des Kreistags des Landkreises Esslingen.

## Ausbildung und Beruf
Wolfgang Drexler absolvierte die Höhere Handelsschule und ließ sich danach zum Rechtspfleger ausbilden. In diesem Beruf war er allerdings nur kurz tätig, um sich dann zum Amtsanwalt fortbilden zu lassen. Dieses Amt übte er bis zu seiner Wahl in den Landtag aus, zuletzt als Oberamtsanwalt bei der Staatsanwaltschaft Stuttgart.

## Politische Tätigkeit
Im Jahr 1966 trat Drexler in die SPD ein. Er war in den Jahren 1971 bis 2021 Mitglied im Kreistag des Landkreises Esslingen sowie von 1975 bis 2021 im Gemeinderat der Stadt Esslingen. Vom April 1988 bis Dezember 2018 war Wolfgang Drexler Landtagsabgeordneter für den Wahlkreis Esslingen. Im Jahr 1997 wurde Drexler Generalsekretär der baden-württembergischen SPD (bis 2001). Sein Versuch, im Jahr 1999 auch Landesvorsitzender zu werden, scheiterte an der Gegenkandidatin Ute Vogt. Nach der Landtagswahl 2001 übernahm Wolfgang Drexler den Vorsitz der SPD-Fraktion und übte diese Funktion bis zur Landtagswahl 2006 aus. Seine Nachfolgerin in diesem Amt war Ute Vogt.
Von Juni 2006 bis März 2016 war Wolfgang Drexler Stellvertretender Landtagspräsident im baden-württembergischen Landtag.
Am 24. Juli 2009 wurde Drexler als Sprecher des umstrittenen Projekts Stuttgart 21 vorgestellt. Er leitete das Kommunikationsbüro und hatte die Aufgabe, die Öffentlichkeit über das Bahnprojekt und dessen Fortschritt zu informieren. Am 17. September 2010 trat er von diesem Amt zurück, weil seine Partei, die SPD, die Haltung zu dem Projekt geändert hatte und für einen Baustopp eintrat. Als Projektsprecher hätte er das Projekt weiterhin verteidigen müssen.
Nachdem er im Mai 2016 der AfD-Abgeordneten Christina Baum am Rande einer SWR-Sendung den Handschlag verweigerte, ging am folgenden Tag in seinem Esslinger Wahlkreisbüro eine Morddrohung gegen Drexler und seine Familienangehörigen ein.
Drexler leitete beide NSU-Untersuchungsausschüsse in seinem Bundesland.
Am 31. Dezember 2018 gab Drexler das Landtagsmandat an den Zweitkandidaten Nicolas Fink ab.

## Sonstige Ämter
Im Oktober 2012 wurde Drexler als Nachfolger von Rainer Brechtken zum Präsidenten des Schwäbischen Turnerbundes gewählt. Dieses Amt hatte er bis 2021 inne.

## Familie und Privates
Wolfgang Drexler ist katholisch. Er lebt in Esslingen, ist verheiratet und hat eine Tochter.
Seit einem schweren Schlaganfall im März 2021 ist Drexler auf einen Rollstuhl angewiesen.

## Ehrungen
Für seine Verdienste erhielt Drexler im Jahr 2013 den Verdienstorden des Landes Baden-Württemberg. 2022 verlieh ihm seine Heimatstadt Esslingen am Neckar das Ehrenbürgerrecht. Zudem erhielt er 2022 die Willy-Brandt-Medaille. Ebenfalls 2022 wurde er zum Ehrenvorsitzenden der SPD Esslingen gewählt. Im Jahr 2024 wurde ihm die Otto-Hirsch-Auszeichnung verliehen.